# Tour de Yorkshire 2016
El Tour de Yorkshire 2016, segona edició del Tour de Yorkshire, es disputà entre el 29 d'abril i l'1 de maig de 2016 sobre un recorregut de 517,5 km repartits entre tres etapes. La cursa formà part del calendari de l'UCI Europa Tour 2016, amb una categoria 2.1.
El vencedor final fou el francès Thomas Voeckler (Direct Énergie), gràcies a la victòria en la darrera etapa. Nicolas Roche (Team Sky) i Anthony Turgis (Cofidis) completaren el podi. Dylan Groenewegen (Team LottoNL-Jumbo), vencedor de la primera etapa, guanyà la classificació per punts, Nathan Haas (Dimension Data) i el Team Sky fou el millor equip.

## Equips
L'organització convidà a prendre part en la cursa a set equips World Tour, cinc equips continentals professionals, cinc equips continentals i un equip nacional:
- equips World Tour: BMC Racing Team, Dimension Data, Team Katusha, Orica-GreenEDGE, Team Giant-Alpecin, Team LottoNL-Jumbo, Team Sky
- equips continentals professionals: Cofidis, Direct Énergie, ONE Pro Cycling, Roompot Oranje Peloton, Topsport Vlaanderen-Baloise
- equips continentals: JLT Condor, Madison Genesis, NFTO, Raleigh GAC, WIGGINS
- equip nacional: Gran Bretanya

## Etapes
| Etapa    | Data      | Ciutats d'etapa                   | type              | Distància (km) | Vencedor de l'etapa | Líder de la general |
| -------- | --------- | --------------------------------- | ----------------- | -------------- | ------------------- | ------------------- |
| 1a etapa | 29 de abr | Beverley – Settle                 | etapa accidentada | 187            | Dylan Groenewegen   | Dylan Groenewegen   |
| 2a etapa | 30 de abr | Otley, West Yorkshire – Doncaster | etapa plana       | 136,5          | Danny van Poppel    | Dylan Groenewegen   |
| 3a etapa | 1 de maig | Middlesbrough – Scarborough       | etapa accidentada | 198            | Thomas Voeckler     | Thomas Voeckler     |

## Classificació final
|    | Ciclista                   | Equip              | Temps       |
| -- | -------------------------- | ------------------ | ----------- |
| 1  | Thomas Voeckler (FRA)      | Direct Énergie     | 13h 05' 16" |
| 2  | Nicolas Roche (IRL)        | Team Sky           | + 6"        |
| 3  | Anthony Turgis (FRA)       | Cofidis            | + 16"       |
| 4  | Adam Yates (GBR)           | Orica-GreenEDGE    | + 17"       |
| 5  | Steven Kruijswijk (NED)    | Team LottoNL-Jumbo | + 21"       |
| 6  | Lars Petter Nordhaug (NOR) | Team Sky           | + 41"       |
| 7  | Gianni Moscon (ITA)        | Team Sky           | + 52"       |
| 8  | Nikias Arndt (GER)         | Team Giant-Alpecin | + 1' 13"    |
| 9  | Serge Pauwels (BEL)        | Dimension Data     | + 1' 20"    |
| 10 | Dion Smith (NZL)           | ONE Pro Cycling    | + 1' 21"    |

## Evolució de les classificacions
| Etapa | Vencedor          | Classificació general | Classificació per punts | Classificació de la muntanya | Premi de la combativitat |
| ----- | ----------------- | --------------------- | ----------------------- | ---------------------------- | ------------------------ |
| 1     | Dylan Groenewegen | Dylan Groenewegen     | Dylan Groenewegen       | Peter Williams               | Peter Williams           |
| 2     | Danny van Poppel  | Dylan Groenewegen     | Dylan Groenewegen       | Richard Handley              | Nicolas Edet             |
| 3     | Thomas Voeckler   | Thomas Voeckler       | Dylan Groenewegen       | Nathan Haas                  | Peter Kennaugh           |
| Final | Final             | Thomas Voeckler       | Dylan Groenewegen       | Nathan Haas                  | no entregat              |